# Dialetti marchigiani meridionali
I dialetti marchigiani meridionali, detti anche dialetti aso-truentini o anche dialetti piceni, in alcune classificazioni posti nello stesso gruppo dei dialetti abruzzesi settentrionali,  sono un gruppo di varietà dialettali parlate in gran parte della Provincia di Ascoli Piceno e in alcune zone di confine nelle province circostanti, a cavallo tra le Marche, l'Abruzzo, l'Umbria e il Lazio. Questi dialetti appartengono al gruppo dei dialetti italiani meridionali, influenzati da quelli dell'Abruzzo.

## Distribuzione geografica

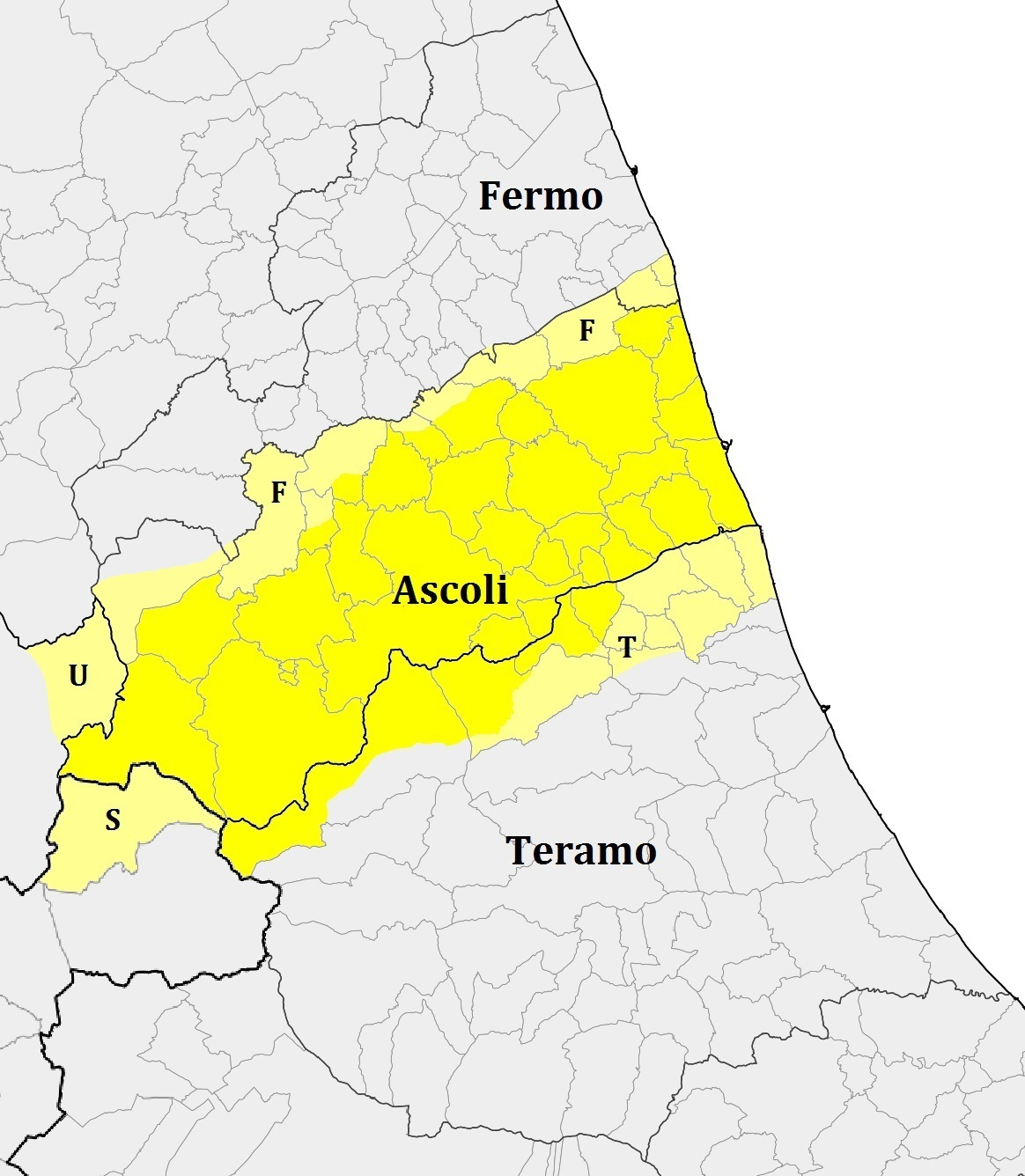
Mappa di distribuzione dei dialetti marchigiani meridionali, in colore chiaro le zone di transizione: F - Fascia di transizione con i dialetti fermani, U - Area di transizione con i dialetti umbri, S - Area di transizione con i dialetti sabini, T - Fascia di transizione con i dialetti teramani.

I dialetti marchigiani meridionali sono chiamati anche aso-truentini proprio perché sono approssimativamente diffusi nella fascia di territorio compresa tra il corso del fiume Aso e il corso del fiume Tronto, ovvero i due fiumi che segnano rispettivamente il confine settentrionale e meridionale della Provincia di Ascoli Piceno. Tuttavia questa definizione è imprecisa, poiché i dialetti marchigiani meridionali sono diffusi anche oltre il fiume Tronto, nella porzione settentrionale della Provincia di Teramo, in particolare nella Val Vibrata e nella Valle Castellana. Anche il comune laziale di Accumoli, in Provincia di Rieti, rientra nel gruppo dei dialetti marchigiani meridionali. A Castelluccio di Norcia, in Provincia di Perugia, si parla un dialetto umbro ma con alcune caratteristiche tipiche dei dialetti piceni.

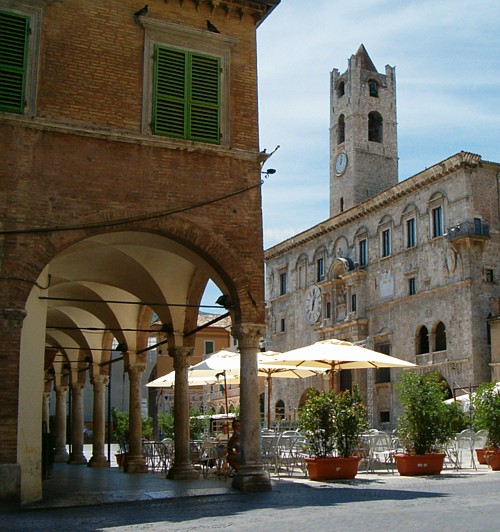
Uno scorcio del Palazzo dei Capitani, nella Piazza del Popolo di Ascoli Piceno.

Il fatto che i dialetti marchigiani meridionali siano diffusi anche oltre i confini della regione Marche e della Provincia di Ascoli Piceno può rendere impreciso il termine marchigiani meridionali, ed è quindi a volte preferito il nome dialetti piceni, che allarga la zona di riferimento a tutta l'area di influenza ascolana anche oltre i confini regionali.

## Zone di transizione e di influenza con altri dialetti
Essendo i dialetti marchigiani meridionali posizionati in una zona di confine, sono presenti molte aree in cui i dialetti circostanti hanno esercitato la loro influenza. Ciò comporta che il passaggio da un gruppo dialettale ad un altro non è mai netto, bensì esistono numerose aree di transizione, in cui coesistono elementi di due gruppi linguistici diversi all'interno di un'unica varietà dialettale. È possibile individuare alcune fasce di transizione all'interno dei dialetti piceni:
- Fascia di transizione con il fermano: Nella zona settentrionale della Provincia di Ascoli Piceno in passato la città di Fermo esercitava una potentissima influenza militare, politica, amministrativa, economica, sociale e religiosa. Ciò ha influenzato fortemente anche i dialetti della zona, che hanno subìto nel corso della storia fortissime influenze da parte del dialetto fermano, appartenente al gruppo dei dialetti italiani mediani. I dialetti in questione hanno assorbito molti elementi del dialetto di Fermo, stravolgendo l'originale assetto vocalico e morfo-sintattico di stampo meridionale e andando a rappresentare una fascia di collegamento tra il vocalismo piceno-abruzzese e quello fermano-marchigiano. Nella Val d'Aso, i dialetti di Carassai e Montefiore dell'Aso sono stati tanto "contaminati" da perdere la maggior parte delle caratteristiche meridionali, conservando pochi elementi arcaici soprattutto tra i parlanti più anziani. Tra le generazioni più giovani il dialetto usato somiglia più al fermano. Nella zona di Comunanza e Force il dialetto mostra similitudini con quello fermano[3], pur conservando qualche elemento caratteristico e tipico dei dialetti piceni.[4] Altri dialetti sono stati influenzati meno fortemente, come nella Val Menocchia, in particolare a Montalto Marche, Porchia, Massignano e Cupra Marittima. Nella Val Tesino invece, a Cossignano, Ripatransone e in parte a Grottammare, l'influenza fermana ha dato vita a delle sorprendenti innovazioni morfologiche, come la concordanza delle vocali finali e la declinazione verbale, fenomeni che saranno meglio descritti in seguito. Antiche fonti testimoniano che in passato vi erano elementi abruzzesi-meridionali anche nei dialetti della Provincia di Fermo, in particolar modo a Petritoli, Campofilone, Pedaso[5], spingendosi addirittura fino a Porto San Giorgio[6]. Tali caratteristiche meridionali risultano ad oggi di molto regredite, e le parlate di questi comuni sono considerate come rientranti a tutti gli effetti nell'area linguistica mediana.
- Area umbro-sabina: nel dialetto di Accumoli e delle sue frazioni sono presenti caratteristiche sabine, probabilmente un tempo questi dialetti appartenevano al gruppo mediano, e solo successivamente hanno subìto forti influenze aso-truentine. Anche a Castelluccio di Norcia il dialetto presenta una situazione intermedia, con caratteristiche sia mediane che meridionali, rappresentando di fatto un dialetto di transizione. Nella stessa Norcia e ad Amatrice il dialetto, pur essendo di stampo mediano, presenta alcune influenze ascolane.
- Fascia di transizione della Val Vibrata: nei comuni della Val Vibrata, situata in Provincia di Teramo, sono presenti influenze da parte dei dialetti abruzzesi adriatici. Nei dialetti di Ancarano, Sant'Egidio alla Vibrata e Villa Lempa (frazione di Civitella del Tronto) le influenze sono minori e si limitano all'uso di alcune tipiche costruzioni morfologiche teramane e di alcuni termini provenienti dal gruppo dei dialetti abruzzesi adriatici. Invece nei dialetti di Civitella del Tronto, Garrufo, Torano Nuovo, Nereto, Corropoli, Controguerra, Colonnella e Martinsicuro le caratteristiche teramane sono decisamente più forti e importanti. Più a sud i dialetti di Alba Adriatica e Tortoreto rientrano sicuramente nel gruppo dei dialetti abruzzesi adriatici, tuttavia risentono di alcuni influssi aso-truentini provenienti da San Benedetto del Tronto.[7].

## Classificazione dei dialetti

### Gruppo Orientale
- dialetti litoranei - sono diffusi lungo la costa adriatica tra i fiumi Aso e Tronto:
  - dialetti litoranei settentrionali - parlati a nord della foce del Tesino fino al confine con la provincia di Fermo, questi dialetti sono moderatamente influenzati dal fermano
    - dialetto massignanese - parlato a Massignano
    - dialetto cuprense - parlato a Cupra Marittima
    - dialetto grottese - parlato a Grottammare

  - dialetti litoranei meridionali - parlati tra la foce del Tesino e quella del Tronto
    - dialetto sambenedettese - parlato a San Benedetto del Tronto
    - dialetto acquavivano - parlato a Acquaviva Picena
    - dialetto di Porto d'Ascoli - parlato a Porto d'Ascoli

### Gruppo Nord-Orientale
- dialetti nord-orientali - sono diffusi nell'entroterra collinare della Val Tesino
  - dialetti del Tesino-Menocchia - parlati tra il torrente Menocchia e il Tesino, sono moderatamente influenzati dal fermano
    - dialetto ripano - parlato a Ripatransone
    - dialetto cossignanese - parlato a Cossignano
    - dialetto porchiese - parlato a Porchia, frazione di Montalto Marche
    - dialetto montaltese - parlato a Montalto Marche e nella frazione di Patrignone

  - dialetti centro-settentrionali - parlati lungo il crinale che divide la Val Tesino dalla Valle del Tronto
    - dialetto offidano - parlato a Offida
    - dialetto castignanese - parlato a Castignano
    - dialetto montedinovese - parlato a Montedinove
    - dialetto rotellese - parlato a Rotella

### Gruppo Settentrionale
- dialetti settentrionali - diffusi nella sponda meridionale della Val d'Aso, sono fortemente influenzati dal fermano, tanto da essere classificati come gruppo di transizione
  - dialetti dell'alta Val d'Aso
    - dialetto forcese - parlato a Force
    - dialetto quinzanese - parlato nella frazione di Quinzano e nelle frazioni meridionali del comune di Comunanza
    - dialetto comunanzese - parlato a Comunanza, con spiccate caratteristiche fermane;
    - dialetto montemonachese - parlato a Montemonaco e nelle sue frazioni meridionali, molto simile al fermano ma con alcune caratteristiche aso-truentine;

  - dialetti della media e bassa Val d'Aso, di transizione tra l'ascolano e il fermano
    - dialetto carassanese - parlato a Carassai
    - dialetto montefiorano - parlato a Montefiore dell'Aso.

### Gruppo Centrale
- dialetti della Valle del Tronto - diffusi lungo la medio-bassa Valle del Tronto
  - dialetti basso-truentini - parlati nella bassa Valle del Tronto
    - dialetto monteprandonese - parlato a Monteprandone
    - dialetto monsampolese - parlato a Monsampolo del Tronto

  - dialetti medio-truentini - parlati nella medio-alta Valle del Tronto, in prossimità di Ascoli Piceno
    - dialetto ascolano - parlato nel comune di Ascoli Piceno e nei comuni circostanti
    - dialetto dell'Ascensione - parlato nelle località in prossimità del Monte Ascensione
    - dialetto talvacchiese - parlato nelle località in prossimità del Lago di Talvacchia
    - dialetto acquasantano - parlato ad Acquasanta Terme
    - dialetto montecalvese - parlato nella zona del Montecalvo
    - dialetto di Capodirigo - parlato nel piccolo paese di Capodirigo, frazione di Acquasanta Terme

### Gruppo Meridionale
- dialetti abruzzesi settentrionali - diffusi nella parte settentrionale della Provincia di Teramo, ovvero nella Val Vibrata e nella valle del torrente Castellano, sono influenzati dal teramano
  - dialetti della Valle Castellana - parlati nella Valle Castellana
    - dialetto pianarolo - parlato a Valle Castellana e frazioni limitrofe, influenzato dal teramano
    - dialetto della bassa Valle Castellana - parlati nelle frazioni settentrionali del comune di Valle Castellana

  - dialetti vibratiani - parlati nella Val Vibrata, fortemente influenzati dal teramano
    - dialetto alto-vibratiano - parlato a Sant'Egidio alla Vibrata, Ancarano (fino al 1853 appartenente ad Ascoli), Maltignano e Villa Lempa
    - dialetto medio-vibratiano - parlato a Civitella del Tronto, Garrufo di Sant'Omero, Nereto e Torano Nuovo, sono molto simili al teramano tanto da essere considerati gruppo di transizione
    - dialetto basso-vibratiano - parlato a Martinsicuro, Villa Rosa, Colonnella, Corropoli, Controguerra, con spiccate caratteristiche teramane, tanto da essere considerati gruppo di transizione

### Gruppo Occidentale
- dialetti montani - diffusi nella zona montana alle falde del Monte Vettore
  - dialetti alto-truentini - parlati nell'alta Valle del Tronto
    - dialetto arquatano - parlato ad Arquata del Tronto
    - dialetto montegallese - parlato a Montegallo
    - dialetto della media Val Fluvione - parlato a cavallo tra i comuni di Montegallo e Roccafluvione, nelle località di Meschia, Pedara, Uscerno e Abetito

  - dialetti extra-piceni - diffusi al di fuori della regione storica del Piceno, in zone tradizionalmente di cultura sabina
    - dialetto accumulese - parlato ad Accumoli
    - dialetto castelluccese - parlato a Castelluccio di Norcia, con alcune peculiarità umbre, tanto da essere considerato di transizione col dialetto norcino.

## Fonetica

### Vocali
Il sistema vocalico dei dialetti marchigiani meridionali è formato da otto vocali: a, è, é, i, u, ó, ò e la vocale muta ë ([a], [ɛ], [e], [i], [u], [o], [ɔ], [ə]).
|            | Anteriori | Centrali | Posteriori |
| ---------- | --------- | -------- | ---------- |
| Chiuse     | i [i]     |          | u [u]      |
| Semichiuse | é [e]     |          | ó [o]      |
| Medie      |           | ë [ə]    |            |
| Semiaperte | è [ɛ]     |          | ò [ɔ]      |
| Aperte     |           | a [ä]    |            |

### Consonanti
I dialetti marchigiani meridionali possiedono ventisei consonanti, tutte le consonanti possono inoltre essere geminate se si trovano in posizione intervocalica, in principio di parola o tra vocale e [l], [r], [w] o [j]. La consonante [ŋ] si trova solo nei gruppi consonantici [ŋk] e [ŋɡ]. Le consonanti dunque sono:
|               |               | Bilabiali | Labiodentali | Alveolari | Postalveolari | Palatali       | Velari       |
| ------------- | ------------- | --------- | ------------ | --------- | ------------- | -------------- | ------------ |
| Occlusive     | sorde         | p [p]     |              | t [t]     |               |                | c, ch, q [k] |
| Occlusive     | sonore        | b [b]     |              | d [d]     |               | gghj [ɟ]       | g, gh [ɡ]    |
| Fricative     | sorde         |           | f [f]        | s [s]     | sc, š [ʃ]     |                |              |
| Fricative     | sonore        |           | v [v]        |           |               |                |              |
| Affricate     | sorde         |           |              | z [ts]    | c [tʃ]        |                |              |
| Affricate     | sonore        |           |              | ż [dz]    | g [dʒ]        |                |              |
| Vibranti      | Vibranti      |           |              | r [r]     |               |                |              |
| Nasali        | Nasali        | m [m]     |              | n [n]     |               | gn [ɲ]         | n [ŋ]        |
| Laterali      | Laterali      |           |              | l [l]     |               | gli, lj, j [ʎ] |              |
| Approssimanti | Approssimanti | u [w]     |              |           |               | i, j [j]       |              |

## Ortografia
I dialetti marchigiani meridionali non possiedono un'ortografia standardizzata, e nel trascriverli nel corso della storia si è sempre usato l'alfabeto italiano, adattandolo ai suoni caratteristici dei vari dialetti. In questa pagina si cerca di definire ogni suono presente nelle varietà aso-truentine introducendo anche nell'alfabeto latino classico alcuni segni diacritici. La vocale atona [ə] viene qui trascritta ë; la consonante postalveolare [ʃ] invece viene trascritta in tre modi diversi: sc se doppia o se in principio di parole ([ʃʃ] (come in  'rrèscë, che significa "esce" e va pronunciato [rrɛʃʃə], oppure in scì che equivale all'affermazione "sí" e si pronuncia [ʃi]), c se debole e intervocalica (come in vacë che significa "bacio" e si pronuncia [väʃə]) e infine š se debole e se precede una consonante (come in caštiéllë che vuol dire "castello" e va pronunciato [kaʃˈtjellə]). Il gruppo gghj costituisce una occlusiva palatale sonora doppia, ovvero [ɟɟ], ed è presente solo nelle varietà dialettali della medio-alta valle del Tronto, compreso il dialetto ascolano. La laterale approssimante palatale ([ʎ]) e la approssimante palatale ([j]) sono spesso confuse e scambiate tra di loro, e vengono entrambe trascritte con j o jj. Nei dialetti marchigiani meridionali è di primaria importanza la diversificazione della sonora [dz] dalla sorda [ts], che mentre in italiano vengono entrambe scritte "z", qui si differenzierà tra la sorda z e la sonora ż (in ascolano pùzzë è diverso da pùżżë, il primo significa "pozzo", il secondo significa "polso"). Nei dialetti aso-truentini può delle volte cadere una sillaba, o iniziale o finale, tale troncamento è indicato con un apostrofo, per cui l'apostrofo nella parola  'bbëttà, che significa "riempire", indica che è caduta un'originaria sillaba iniziale (in questo caso il termine proviene da abbëttà), lo stesso vale per la prima persona singolare ìë che può diventare ì'  in molti casi per questioni di fluidità del discorso (ì' cë sò itë equivale a ìë cë sò itë, entrambi significano "io ci sono andato").
In questa pagina si sono scritti e si continueranno a scrivere in corsivo le parole e le frasi nei vari dialetti marchigiani meridionali e nelle altre lingue e dialetti diversi dall'italiano, in maiuscoletto le parole e le frasi in latino e tra virgolette i significati in italiano.

## Caratteristiche fonetiche
Le principali differenze tra i dialetti marchigiani meridionali sono di tipo fonetico piuttosto che morfologico o lessicale. Nel passaggio dal latino volgare agli attuali dialetti aso-truentini, sono intervenuti diversi fenomeni che hanno modificato intensamente l'assetto fonetico originario, sia dal punto di vista vocalico (vocalismo) che per quanto riguarda il comportamento dei suoni consonantici (consonantismo).

### Vocalismo
Nel passaggio dal latino volgare ai dialetti aso-truentini, essi hanno variato l'originario sistema vocalico latino nel sistema romanzo comune, come gran parte delle lingue romanze. Le vocali toniche latine chiuse brevi ĭ [ɪ] ed ŭ [ʊ] si aprirono in é [e] ed ó [o], per cui il latino lĭgna ad esempio è diventato léna, che significa "legname", il latino mŭscam è diventato mósca, e così via. Per quanto riguarda le altre vocali, lunghe e brevi, rimasero invariate. La situazione generale può essere così semplificata:
| Latino classico, volgare | Dialetti marchigiani meridionali | Esempio                                                  |
| ------------------------ | -------------------------------- | -------------------------------------------------------- |
| ī [i]                    | i [i]                            | dìchë da dīco per "io dico"                              |
| ĭ [ɪ]                    | é [e]                            | néra o nelle varietà orientali nérë da nĭgram per "nera" |
| ē [e]                    | é [e]                            | pénżë da pēnso per "io penso"                            |
| ĕ [ɛ]                    | è [ɛ]                            | lèggë da lĕgere per "leggere"                            |
| ā, ă [a]                 | a [a]                            | mà da mănus per "mano"                                   |
| ŏ [ɔ]                    | ò [ɔ]                            | òmë da hŏmus per "uomo"                                  |
| ō [o]                    | ó [o]                            | póndë da pōntem per "ponte"                              |
| ŭ [ʊ]                    | ó [o]                            | córrë da cŭrrere per "correre"                           |
| ū [u]                    | u [u]                            | mùrë da mūrum per muro                                   |

A complicare il sistema vocalico e a diversificarlo sono intervenuti poi una serie di fenomeni e innovazioni a cui si sono sovrapposti. I principali mutamenti vocalici sono elencati in seguito.

### Caduta delle vocali atone
Nei dialetti piceni, come negli altri dialetti di tipo meridionale intermedio, vi è la cosiddetta neutralizzazione delle vocali non accentate. Ovvero le vocali atone del latino volgare cadono, lasciando spazio ad una vocale muta indistinta chiamata schwa e trascritta ə oppure ë. Alcuni esempi possono essere il nome dialettale del paese di Trisungo, che suona Trësùnghë, essendo cadute le due vocali non accentate; il verbo "rosicare", che è reso rësëcà; la parola "movimento", che si traduce con mëvëmiéndë.

#### Comportamento della -a finale
Una grande differenza distingue alcuni dialetti piceni da altri, ovvero il comportamento della vocale finale -a. In molti dialetti piceni la -a finale è l'unica vocale finale non accentata a non cadere, ad esempio nel dialetto ascolano cadono tutte le vocali finali ad eccezione della -a finale. In altri dialetti anche la -a finale viene neutralizzata, divenendo anch'essa schwa, ad esempio nel dialetto sambenedettese cadono tutte le vocali finali, -a compresa.
| Italiano | Ascolano | Sambenedettese |
| -------- | -------- | -------------- |
| il gatto | lu 'àttë | lu 'àttë       |
| la gatta | la 'àtta | la 'àttë       |

Alcuni dialetti tuttavia nel corso della loro storia hanno subìto vari cambiamenti e influenze esterne, che hanno modificato l'assetto vocalico iniziale. Originariamente esisteva una netta linea di demarcazione tra i dialetti che conservavano la -a e i dialetti in cui anche la -a cadeva. Con il tempo questa linea di confine è andata sempre più modificandosi, e ad oggi non vi è più una linea di demarcazione netta, bensì una transizione progressiva e mutevole. Ciò è dovuto soprattutto ai vari fenomeni di intrusione che si sono avvicendati nel corso dei secoli. Moltissimi dialetti che originariamente appartenevano al gruppo della caduta della -a, con il tempo hanno reintrodotto la vocale -a, sia per influenza dei dialetti vicini sia per influenza della lingua italiana. Oggi esistono dialetti in cui la -a è stata reintrodotta a pieno, mentre altri dialetti ad oggi si trovano in una situazione intermedia in cui la -a delle volte cade e altre volte viene mantenuta.
Originariamente i dialetti che conservavano la -a erano solamente quelli delle zone più interne, come l'ascolano, i dialetti montani (Arquata del Tronto, Montegallo), i dialetti dell'entroterra orientale (Castignano, Montedinove, Rotella, Force) e i dialetti dell'alta Val Vibrata (Sant'Egidio alla Vibrata, Ancarano).
Tutti gli altri dialetti perdevano invece anche la -a finale, in particolare i dialetti costieri, i dialetti della medio-bassa Val Vibrata (da Civitella del Tronto a Martinsicuro), i dialetti della basse Valle del Tronto (Monteprandone, Monsampolo del Tronto) e alcuni dialetti dell'entroterra orientale (Offida, Ripatransone, Cossignano, Montalto Marche).
Successivamente molti dialetti del secondo gruppo hanno reintrodotto nel loro sistema vocalico la -a finale: tuttavia, mentre alcuni di essi l'hanno reintrodotta quasi totalmente, soprattutto per influenza del vicino dialetto ascolano, come i dialetti della bassa vallata del Tronto (Monsampolo, Monteprandone), altri dialetti hanno reintrodotto la -a per influenza del dialetto fermano, come i dialetti della Val Tesino-Menocchia (Ripatransone, Cossignano, Montalto), ma solo in determinate parti del discorso, mentre in altre parole la -a cade ancora.
Infine per influenza sia dell'ascolano sia della lingua italiana anche i dialetti costieri e il dialetto offidano stanno ultimamente reintroducendo la -a finale, soprattutto tra le nuove generazioni. Tuttavia, pur essendo un fenomeno in crescita, non è considerato un fenomeno standard, ovvero proprio di questi dialetti, in questi casi.

#### Metafonesi
La metafonesi è un fenomeno linguistico presente in tutti i dialetti meridionali intermedi e in gran parte di quelli mediani. Consiste nell'innalzamento del timbro vocalico di una vocale tonica per influsso di una vocale postonica.
In particolare le vocali postoniche che danno metafonesi nei dialetti marchigiani meridionali sono -u ed -i finali, mentre le vocali toniche che subiscono metafonesi sono -é-. -ó-, -è- ed -ò-. In alcuni casi anche -à- può subire metafonesi da -i, come si vedrà in seguito.
La metafonesi, essendo presente sia nei dialetti mediani che in quelli meridionali, pare essersi diffusa, almeno in una forma primordiale, prima della differenziazione delle varietà dialettali italo-romanze, e quindi prima della caduta delle vocali atone nei dialetti meridionali, in modo che -u ed -i postoniche potessero dare metafonesi. Ciò significa che nei dialetti meridionali è oggi impossibile riconoscere le -u e le -i che in passato diedero metafonesi, poiché sono divenute indistintamente -ë. Occorre dunque risalire all'etimologia latina per verificare l'esistenza o meno dell'esito metafonetico.
L'innalzamento di -é- in -ì- e di -ó- in -ù, per -u ed -i latine postoniche si riscontra nello stesso identico modo in tutte le varietà dialettali aso-truentine.
Ad esempio il latino nĭgrum è divenuto in latino volgare (nella forma proto-italo-romanza) *néru, in cui è presente una -é- tonica seguita da una -u postonica finale. In tutti i dialetti in cui è presente metafonesi da -u la -é- si è innalzata, o chiusa, in -ì-, dando origine alla proto-forma *nìru. Successivamente i dialetti mediani hanno mantenuto la -u finale, mentre nei dialetti meridionali è caduta essendo atona, sviluppando l'attuale forma nìrë. In italiano invece si è mantenuta la proto-forma iniziale *néru, da cui è nata la parola attuale "nero". Allo stesso modo la parola latina cognōscis è divenuta *conósci (da cui la forma italiana "conosci"). Successivamente nei dialetti in cui è presente la metafonesi, la ó si è innalzata in -ù- per effetto della -i postonica finale, dando origine alla proto-forma *conùsci (da cui la forma cunùsci nei dialetti mediani), che nei dialetti meridionali, con la caduta e lo scurimento delle vocali atone, è diventata l'attuale forma cunùscë. Altri esempi sono: tu vìdë per "tu vedi", tu cùmbrë per "tu compri", frìddë per "freddo", cùrtë per "corto".
Vengono invece alla luce delle differenze tra i vari dialetti aso-truentini quando si analizza l'innalzamento di -è- ed -ò-. Si distinguono quattro tipologie differenti di metafonesi:
1. metafonesi a dittongazione ascendente: diffusa nei dialetti del gruppo ascolano e del gruppo nord-orientale. Consiste nell'innalzamento con dittongo ascendente di -è- in -ié- e di -ò- in -uó, per -u ed -i latine postoniche. Ad esempio il latino tĕmpus è divenuto prima *tèmpu (da cui l'italiano "tempo"), poi ha subito metafonesi divenendo *tiémpu, per poi assumere attualmente la forma tiémbë. Il latino fŏcus è divenuto fuóchë. Questo tipo di metafonesi è presente anche nel napoletano e in molti altri idiomi meridionali, e rappresenta un tipo di metafonesi più arcaico e conservativo all'interno del gruppo dei dialetti meridionali intermedi.
2. metafonesi a monottongazione: diffusa nei dialetti del gruppo orientale, del gruppo alto-truentino e del gruppo pianarolo, come nell'area tra Cupra Marittima e San Benedetto. Essa deriva direttamente dalla metafonesi a dittongazione ascendente, rappresentando una fase più innovativa della prima tipologia di metafonesi, e nel corso della storia molti dialetti sono passati dal primo tipo di metafonesi a dittongazione ascendente a quella a monottongazione. Consiste nell'innalzamento diretto di -è- in -ì- e di -ò- in -ù, per -u ed -i latine postoniche. Ad esempio il latino tĕmpus è divenuto tìmbë, il latino fŏcus è divenuto fùchë. Questo tipo di metafonesi è presente anche in molti dialetti abruzzesi adriatici, ma solo per -i finale (mòrtë, ma mùrtë).
3. metafonesi a dittongazione discendente: diffusa un tempo nel dialetto di Acquasanta Terme, rappresenterebbe forse una fase intermedia nel passaggio dalla metafonesi con dittongo ascendente a quella con monottongo. Consisteva nell'innalzamento con dittongo discendente di -è- in -ìë- e di -ò- in -ùë, per -u ed -i latine postoniche. Ad esempio il latino tĕmpus diveniva tìëmbë, il latino fŏcus diveniva fùëchë. Fino all'inizio del '900 anche alcuni dialetti del gruppo orientale e nord-orientale presentavano questo tipo di metafonesi intermedia.
4. metafonesi a innalzamento semplice o sabina: diffusa nei dialetti del Montecalvo del Castellano, di Accumoli e di Montedinove. Viene chiamata sabina o ciociaresca poiché è ampiamente diffusa nei dialetti italiani mediani della fascia Macerata-Fermo-Terni-Rieti-Frosinone. Consiste nell'innalzamento di -è- in -é- e di -ò- in -ó, per -u ed -i latine postoniche. Ad esempio il latino tĕmpus diviene témbë, il latino fŏcus diviene fóchë.

Peculiare risulta la situazione vigente ad Alba Adriatica: infatti la metafonesi sannitica da "-u" finale è presente solo per la "e" e non per la "o" (bìllë per "bello", macìllë per "macello" ma pòrchë per "porco", mòrtë per "morto"), mentre nella vicina Martinsicuro, a San Benedetto del Tronto e in generale nei dialetti della costa marchigiana meridionale è presente la metafonesi anche per la "o" (pùrchë per porco, mùrtë per morto). Quest'ultima caratteristica consentirebbe perciò di considerare il dialetto albense come di transizione tra quelli aso-truentini e quelli abruzzesi.
Nella tabelle viene riassunto quanto detto:
| Latino | Accumolese / Montecalvese | Ascolano | Antico acquasantano† | Arquatano / Sambenedettese | Italiano |
| ------ | ------------------------- | -------- | -------------------- | -------------------------- | -------- |
| tĕmpum | témbë                     | tiémbë   | tìëmbë               | tìmbë                      | "tempo"  |
| nǐgrum | nìrë                      | nìrë     | nìrë                 | nìrë / nérë                | "nero"   |
| pŏrcum | pórchë                    | puórchë  | pùërchë              | pùrchë                     | "maiale" |
| mŭndum | mùnnë                     | mùnnë    | mùnnë                | mùnnë / mònnë              | "mondo"  |

Essendo la metafonesi presente solo nelle parole che in latino terminano nelle desinenze -u(m) ed -i, ovviamente i nomi femminili non subiscono variazioni, per cui in ascolano "rosso" diviene rùscë ma "rossa" rimane róscia, in sambenedettese "bello" diviene bbìllë ma "bella" rimane bèllë, e così via. Dunque la metafonesi assume una funzione di riconoscimento del genere di un nome o di un aggettivo, una funzione molto importante in dialetti in cui le vocali finali sono generalmente cadute. Vale lo stesso discorso nella coniugazione dei verbi, in cui ad esempio "tu vedi" si dice tu vìdë ma "egli vede" è issë védë, oppure "tu compri" si dice tu cùmbrë ma "egli compra" diventa issë cómbra.

#### Frangimento vocalico
Fino alla metà del XX secolo nelle parlate di alcuni comuni dell'area aso-truentina, soprattutto della zona orientale, era comune il frangimento vocalico delle vocali toniche. Ovvero le vocali accentate subiscono delle variazioni, che delle volte possono essere anche drastiche dando vita ad esiti del tutto unici e particolari. Oggi tale caratteristica non è più evidente, anche se ha influito fortemente sul vocalismo dei dialetti costieri. I frangimenti vocalici sono comuni nei dialetti meridionali della costa e subappennino adriatico, soprattutto abruzzesi adriatici, molisani e pugliesi, anche se caratterizzano ormai un tipo di parlata arcaica che sta cadendo in disuso a seguito del progressivo e inevitabile processo di "italianizzazione" subito dai dialetti di tutta Italia. All'interno dei dialetti marchigiani meridionali i frangimenti vocalici interessavano la maggior parte dei dialetti orientali e alcune parlate dell'interno, come il dialetto forcese e quello di alcune frazioni dell'Alta Valle del Tronto (come San Martino di Acquasanta e Trisungo). 
Come innovazione fonetica il frangimento vocalico pare essersi originato nei dialetti del teramano, dove è ancora molto vitale, diffondendosi poi anche nei dialetti aso-truentini. 

##### Frangimenti vocalici ormai caduti in disuso
Come già detto in moltissimi dialetti i frangimenti vocalici non sono più in uso. Ecco alcuni esempi di frangimenti oramai estinti:
- Nel dialetto massignanese ù ed ì si aprivano in ó ed é, per cui ad esempio "luna" si diceva lónë e "marito" diventava marétë;
- Anche nel dialetto cuprense ù ed ì si aprivano in ó ed é, inoltre ó ed é a loro volta si aprivano in ò ed è ed infine à diventava ò;
- A Grottammare la situazione era simile a quella di Cupra, con la differenza che ó ed é subivano un'apertura molto più ampia fino ad essere pronunciate entrambe à, per cui "sole" si diceva sàlë e "sera" diventava sàrë;
- Nel dialetto acquavivano la à mutava in è o meglio æ, per cui "casa" si diceva chèsë. Inoltre le vocali arrotondate subivano una particolare modificazione del timbro di voce che le portava a mutare nelle corrispondenti vocali non arrotondate, mantenendo lo stesso grado di apertura vocalica, per cui ù diventava ì, come in lìcë che significava "luce", ó diventava é, come in péndë che significava "ponte", infine ò diventava è, per cui pèstë significava "posta";
- Nel dialetto colonnellese ù diventava ì, come ad Acquaviva, inoltre, come in altri casi, ó ed é diventavano à;
- Nei dialetti della bassa vallata del Tronto, ovvero a Monsampolo e Monteprandone, la à assumeva il suono palatalizzato è o meglio æ;
- Nel dialetto montaltese vi erano frangimenti variegati e particolari, ad esempio é si trasformava nel dittongo ài, per cui "mela" suonava màilë;
- Anche Force in passato esistevano i frangimenti, ed erano molto particolari, infatti la ì diventava ó e la é diventava òi, per cui "coniglio" e "sete" si dicevano rispettivamente cunóllë e sòitë.

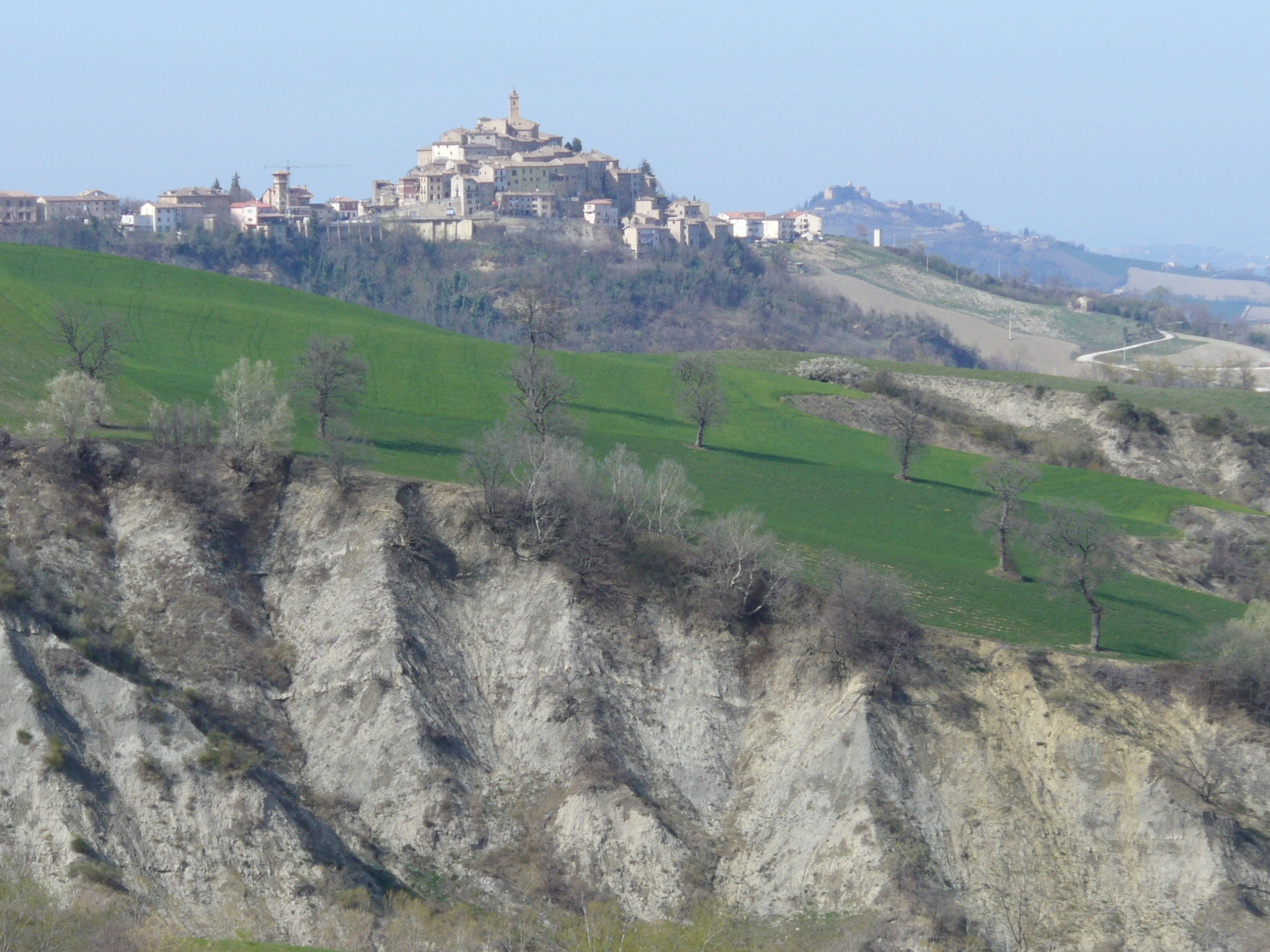
Vista del paese di Force.

##### Influenze abruzzesi negli antichi dialetti del fermano
Nella regione della valle d'Aso, e a scendere fino al confine meridionale delle Marche, sono molteplici i riferimenti linguistico-culturali all'Abruzzo, regione a cui ancora ci si riferisce usando i termini caduti in disuso nello stesso Abruzzo, come lu Regne (il regno) o gli Abruzzi. D'altro canto, le antiche influenze abruzzesi settentrionali trovano conferma fin dentro l'area fermana. Risultava inoltre che i frangimenti fossero presenti anche più a nord oltre il fiume Aso. A Pedaso ó diventava é, come fiére per "fiore". A Porto San Giorgio si assisteva invece a un'apertura a catena delle vocali, per cui ó ed é si aprivano in ò ed è (pònde per "ponte", vèru per "vero") e a loro volta ó ed é si aprivano in à, come vàjo per "voglio", pràgo per "prego", bbà per "bene". Si può notare dunque che l'originario rapporto tra vocali chiuse ed aperte veniva mantenuto, ciò che si verificava era sostanzialmente l'innalzamento di un grado per ciascuna vocale.

##### Frangimenti ancora in vita

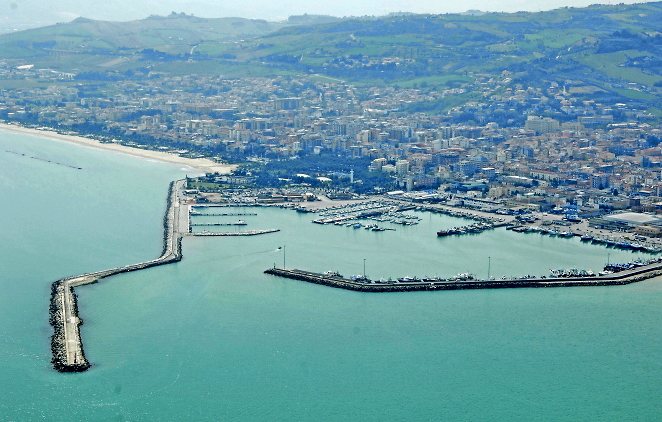
Porto di San Benedetto del Tronto (lu pùrtë in dialetto).

All'interno della zona interessata dai frangimenti vocalici di particolare interesse è il vocalismo del sambenedettese, l'unica località che al giorno d'oggi ha mantenuto dei residui di frangimenti vocalici, a differenza delle vicine Grottammare e Cupra Marittima, influenzate, come si vedrà più avanti, dal vocalismo fermano. La parlata sambenedettese risulta così molto aperta e caratteristica: infatti le vocali toniche che non subiscono metafonesi si aprono a catena, per cui ì ed ù diventano é ed ó (marétë per "marito", fërtónë per "fortuna") e a loro volta é ed ó diventano è ed ò (stèllë per "stella", mòndë per "monte"). 
Anche nella zona montana intorno ad Arquata del Tronto, comprese le sue frazioni, si registra ancora vivo l'uso dei frangimenti, anche se in regresso. In questa zona di montagna ì ed ù si aprono in éi ed óu, per cui "farina" si dice faréina e "fiume" si dice fióumë.

### Consonantismo

#### Gruppinasale+consonante
Caratteristica comune a tutti i dialetti marchigiani meridionali è il comportamento dei gruppi consonantici formati da una nasale e da una consonante. Questi gruppi subiscono una vera e propria rotazione nel passaggio dal latino ai dialetti aso-truentini, in cui le consonanti sorde divengono sonore, e quelle sonore (solo di tipo bilabiale, labiodentale, dentale e palatale) cadono e la nasale che le precede raddoppia. Particolare eccezione è il caso del gruppo latino "nf" ([ɱf]) che diventa mb ([mb]. La tabella riassume la rotazione che avviene:
| Latino volgare | Dialetti marchigiani meridionali | Esempio                            |
| -------------- | -------------------------------- | ---------------------------------- |
| mp [mp]        | mb [mb]                          | cambë da campus per "campo"        |
| mb [mb]        | mm [mm]                          | amma da gamba per "gamba"          |
| nf [ɱf]        | mb [mb]                          | 'mbùssë da infusum per "bagnato"   |
| nv [ɱv]        | mm [mm]                          | 'mmìdia da invidia per "invidia"   |
| nt [nt]        | nd [nd]                          | tùndë da tontum per "stupido"      |
| nd [nd]        | nn [nn]                          | fùnnë da fundum per "fondo"        |
| ns [ns]        | nż [ndz]                         | 'nżiëmë da insemel per "insieme"   |
| nc [nk]        | ng [ŋɡ]                          | 'Ngarà per Ancarano                |
| nci [ɳtʃ]      | ngi [ɳdʒ]                        | 'ngèlë da in caelum per "in cielo" |
| ngi [ɳdʒ]      | gn [ɳɳ]                          | piagnë da plangere per "piangere"  |

#### Gruppi "liquida" + "consonante" e "vibrante" + "consonante"

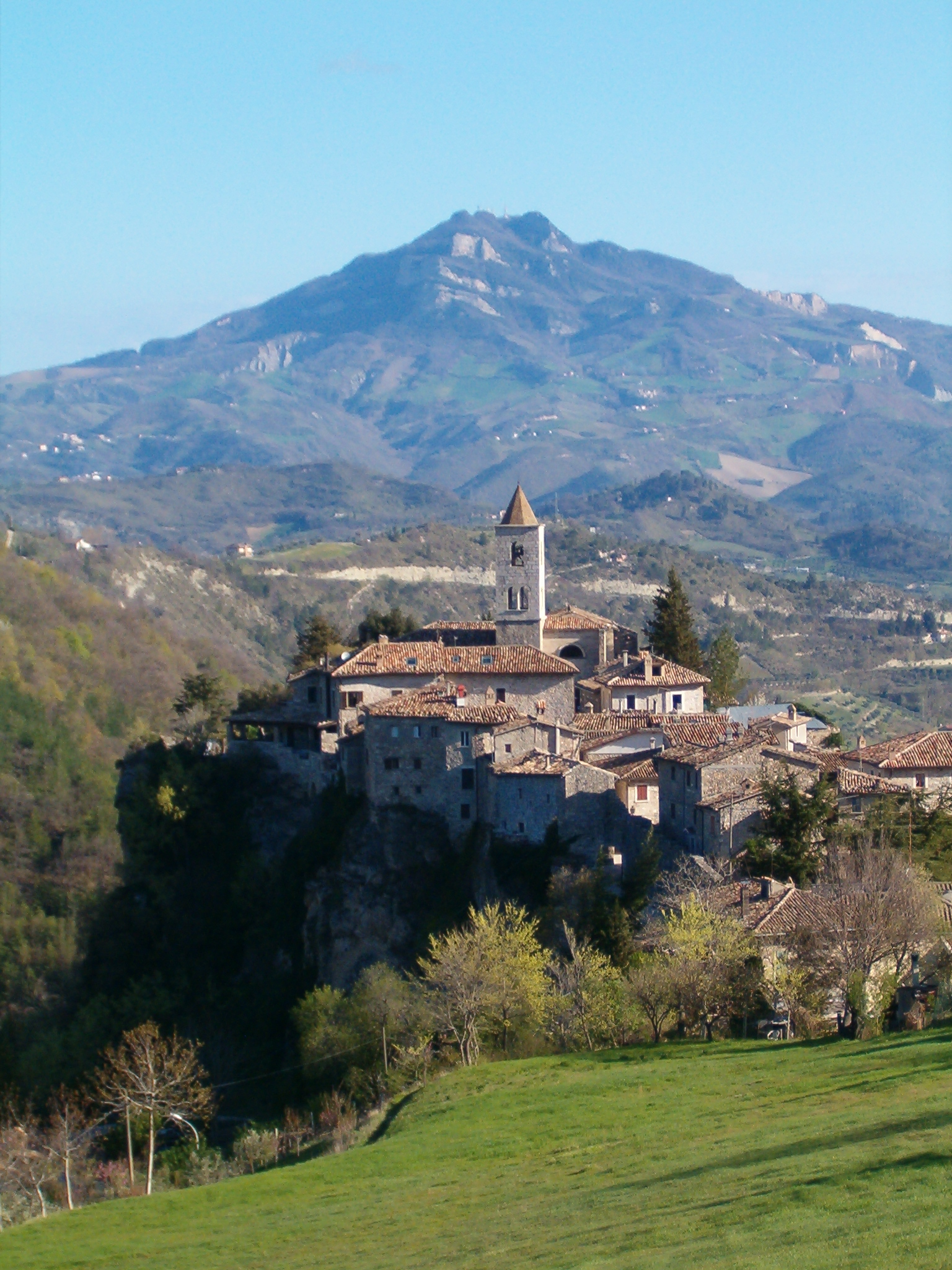
Veduta del paese di Castel Trosino, il cui nome dialettale, Caštièltërësì, rappresenta un tipico caso di epentesi vocalica.

I dialetti marchigiani meridionali possono essere divisi in due grandi raggruppamenti in base al comportamento del nesso l + consonante occlusiva. Infatti in molti dialetti si assiste alla perdita della l, in altri dialetti ancora si assiste all'assimilazione con sonorizzazione della seconda consonante. Nel primo gruppo di dialetti ad esempio la parola "volta" viene pronunciata vòta, mentre nel secondo gruppo viene pronunciata vòdda. I dialetti costieri, nord-orientali, nord-occidentali e montani appartengono al primo gruppo, in cui il nesso viene indebolito. Il dialetto ascolano, i dialetti della Valle del Tronto e i dialetti della Val Vibrata appartengono al secondo gruppo, in cui il nesso viene rafforzato. Nella tabella alcuni esempi
| Italiano | Sambenedettese | Ascolano |
| -------- | -------------- | -------- |
| ultimo   | ótëmë          | ùddëmë   |
| pulcino  | picé           | pëggì    |
| falso    | fàzë           | fàżżë    |
| alto     | àtë            | àddë     |

Similmente a quanto avviene nei gruppi nasali, quando la [l] è accompagnata da [d], quest'ultima cade, e la liquida raddoppia, per cui "caldo" diventa callë e "saldare" diviene sallà. In alcuni casi la liquida si può trasformare in vibrante ([r], come nel nome dialettale di Palmiano, che può suonare Parmià, o nella parola curtiéllë che in ascolano significa "coltello").
I nessi consonantici [l] + [k] possono anche subire assimilazione, come nel caso di "qualcosa" che si dice caccosa o "qualcuno" che diventa cacchëdùnë. Anche alcuni gruppi formati da [r] e consonante possono subire assimilazione, anche se molto più spesso rimangono invariati, ad esempio "perché" può diventare pëcché ma "arco" suonerà sempre archë. Sono invece molto comuni i casi di epentesi vocalica laddove alcuni gruppi consonantici non subiscono trasformazioni di alcun tipo, ovvero il posizionamento di una vocale che originariamente non esisteva tra due consonanti di un nesso, ad esempio "solco" diventa sùlëchë', "scorpione" diviene šchërëpió, "spolpato" si traduce spëlëpàtë, e così via.

#### Trasformazione e caduta di alcune consonanti
Sono parecchie le trasformazioni che hanno modificato le consonanti del latino volgare. Qui sono elencati alcuni di questi fenomeni e innovazioni.

##### Mantenimento di[j]latina
La j latina viene mantenuta, e non diventa "gi" come in italiano. Per cui "giocare" in sambenedettese si dice jicà, "poggio" in ascolano si dice puójë, "viaggio" si dice viàjë.

##### Fricativizzazione della doppia "s"
La doppia s [ss] diventa sc [ʃʃ] in molte parole, per cui "cassetta" si traduce cascétta, "io fossi" diventa ië fùscë, "rosso" diventa rùscë. In altri casi è la doppia sc a diventare ss, come lassà ("lasciare).

##### Indebolimento di[b]
Similmente a [tʃ] anche la consonante [b] tende a indebolirsi diventando [v] quando si trova in principio di parola. Per cui "budella" si dice vëdèlla, "brace" si traduce vracë, "bacio" diventa vacë.

##### Caduta o epentesi di[ɡ]
La [ɡ] invece tende a cadere del tutto sempre in posizione intervocalica e iniziale, come nel caso di "Agosto" che si traduce Aùštë, di "grano" che diventa  'rà, di "gatto" che diventa attë. 
Fenomeno contrario è l'epentesi o inserzione di [ɡ] nel gruppo di dialetti cossignanese-ripano, in cui appunto in alcune parole che iniziano per vocale viene aggiunta una [ɡ], come nel verbo "essere" che diventa in ripano ghèssa all'infinito e ghè alla terza persona singolare del presente indicativo, in italiano "è". Tale fenomeno, presente anche nel dialetto arcaico di Massignano (gónë per "uno"), è ormai caduto in disuso.

##### Palatalizzazione di[l]
Tratto tipico dei dialetti marchigiani meridionali è la palatalizzazione del gruppo consonantico latino li. Nella maggior parte dei dialetti aso-truentini -li- diventa -j- ([j]) mentre nel dialetto ascolano e nel dialetto di Monteprandone diventa -gghj- ([ɟɟ]).
| latino volgare | ascolano  | sambenedettese | italiano   |
| -------------- | --------- | -------------- | ---------- |
| filium         | fìgghjë   | féjë           | "figlio"   |
| oleum          | ògghjë    | ùjë            | "olio"     |
| capilli        | capìgghjë | capéjë         | "capelli"  |
| familia        | famìgghja | faméjë         | "famiglia" |

In alcune varianti dialettali minori j può diventare gn, come nel dialetto talvacchiese di San Gregorio, dove "figlio" si dice fìgnë. In alcune varietà della Valle del Tronto gghj può diventare ddj, per cui "figlio" si dice fìddjë.
Inoltre nella Val Vibrata e in alcune parlate strette dell'ascolano, la [l] intervocalica tende a palatizzarsi, diventando [j] o [ʎ], trascritti entrambi in questo caso -lj- (per cui "gelato" diventa gëljàtë e il nome dialettale di Villa Lempa è La Ljémba).

##### Desonorizzazione di alcune consonanti
Mentre come si è visto molte consonanti tendono a divenire sonore nei dialetti aso-truentini, come nel resto dei dialetti mediano-meridionali, le consonanti di alcune parole tendono invece a divenire sorde. È il caso ad esempio di "stupido" che si traduce štùpëtë, di "fregare" che diviene frëcà e di "bugia" che diventa bëcié.

##### Inversione sillabica
Alcune parole subiscono nei dialetti marchigiani meridionali uno scambio di consonanti tra le sillabino delle volte una vera e propria inversione sillabica. Ad esempio "animale" si dice lëmàna, "pietra" diventa prèta, "quercia" diventa cèrqua, "fegato" si dice fétëchë.

#### Caduta delle vocali iniziali e vocali doppie in principio di parola
Nei dialetti marchigiani meridionali le vocali in principio di parola, per aferesi, tendono a cadere, e spesso la consonante che seguiva la vocale raddoppia, ad esempio "imbiancare" diventa  'mbiangà, "dove" si traduce  'ndó, venendo dal latino unde, "ammostato" si dice  'mmëštàtë. Altro tratto caratteristico dei dialetti marchigiani meridionali è la tendenza a raddoppiare le consonanti iniziali delle parole. La geminazione delle consonanti può avvenire sia in seguito a trasformazioni fonetiche, come per aferesi (per cui "indebolire" diviene  'ddëbbëlì) e per assimilazione della parola nën, che significa "non", della preposizione in alla parola a cui si riferiscono (per cui "ad Ascoli Piceno" diventa  'nnAšcùlë, "in montagna" si traduce  'mmëndagna, "non è" si dice nnè), oppure può avvenire semplicemente nel passaggio delle parole dal latino ai dialetti aso-truentini, per cui "buono" in ascolano può suonare bbuónë, "bello" in sambenedettese diventa bbìllë, "Maria" può diventare Mmarì.

#### Apocope di alcune sillabe finali
Caratteristica comune a tutti i dialetti marchigiani meridionali, che condividono anche con i dialetti marchigiani mediani e con alcuni dialetti a nord di Teramo, è il troncamento delle sillabe finali -no, -ne e -ni, e la conseguente accentazione dell'ultima sillaba rimasta. Ad esempio "vino" diventa vì (vé in sambenedettese), "mano" diventa mà, "cane" diventa cà, "pallone" diventa palló, il plurale dei nomi troncati rimane invariato nei casi in cui la terminazione è -à ed -ì (per cui la mà per "la mano" e li mà per "le mani", lu cà per "il cane" e li cà per "i cani", lu frëchì per "il bambino" e li frëchì per "i bambini"). I nomi terminanti in -ó hanno invece plurale in -ù (per cui lu pëtó per "il tacchino" e li pëtù per "i tacchini"), tale variazione è dovuta alla metafonesi, infatti ad esempio il termine palló deriva da pallóne, in cui la -ó- non subisce metafonia visto che la parola termina per [e], nella forma plurale pallóni invece la stessa -ó- risente della [i] finale, unica causa di metafonesi nei dialetti aso-truentini insieme alla [u], e si chiude in -ù-, dunque da un'ipotetica forma originaria *pallùnë si è giunti per apocope all'attuale e corretta forma pallù, che significa "palloni". Altra sillaba finale a cadere è la desinenza finale -re, per cui "compare" si dice chëmbà, "cantare" diventa candà, "vedere" diviene vëdé, "correre" si traduce córrë (si mantengono le quattro coniugazioni latine), "dormire" suona dërmì.

## Caratteristiche morfologiche
Mentre sul piano fonetico le divergenze tra il gruppo orientale e quello occidentale dei dialetti marchigiani meridionali sono relativamente marcate, dal punto di vista morfologio e sintattico assistiamo a una generale compattezza, tanto da poter fare un discorso d'insieme.

### L'articolo determinativo e indeterminativo
Come nelle altre lingue romanze derivate dal latino, anche i dialetti italiani meridionali e dunque i dialetti marchigiani meridionali hanno sviluppato a partire da aggettivi e pronomi latini un sistema di articoli determinativi ed indeterminativi distinti in base al genere e al numero.
A partire dalle forme latine ille ed illa sono nati i determinativi singolari lu e la, rispettivamente maschile e femminile, e la loro forma plurale li. Esempi di articoli concordati con dei sostantivi possono essere: lu cà per "il cane", la frëchìna per "la bambina", li spùsë per "gli sposi" e li cèrpë per "le serpi". Comune è la caduta della l- iniziale degli articoli, per cui diventano  'u,  'a ed  'i.
In alcuni dialetti nord-orientali, come nel dialetto montaltese, vi è distinzione tra li, articolo plurale maschile, e le, articolo plurale femminile.
A partire dalle forme latine unu(m) ed una(m) sono nati gli indeterminativi nu e na, privi di plurale come in italiano. Esempi di articoli indeterminativi concordati con sostantivi possono essere nu 'attë per "un gatto" e na mà per "una mano".

### Aggettivi possessivi
Gli aggettivi possessivi nei dialetti marchigiani meridionali si trovano sempre dopo il sostantivo a cui si riferiscono e ad eccezione della 1ª e della 2ª persona plurali, non variano nel genere e nel numero. Sebbeno le forme nei vari dialetti siano molto simili, si discostano tra di loro per le differenze fonetiche che esistono tra il gruppo occidentale e quello orientale. Questi sono i possessivi rispettivamente in dialetto ascolano e dialetto sambenedettese: mié / mì per "mio, mia, miei, mie", tuó / tù per "tuo, tua, tuoi, tue", suó / sù per "suo, sua, suoi, sue e loro", nuóštrë / nòštra in ascolano e nùštrë / nòstrë in sambenedettese per "nostro / nostra" e infine vuóštrë / vòštra in ascolano e vùštrë / vòstrë in sambenedettese per "vostro / vostra".
Nei dialetti costieri, come sambenedettese o grottammarese, gli aggettivi possessivi possono assumere terminazione -në, come nel caso di mìnë per "mio", tùnë per "tuo" e ssùnë per "suo".
Per quanto riguarda i sostantivi appartenenti alla sfera familiare e di parentele, è presente l'ènclisi del possessivo, che si unisce al nome a cui si riferisce. Per cui ad esempio "tuo padre" si dice partëtë, "mia moglie" si dice mójëma, "mio fratello" si dice fratëmë e "casa tua" si dice casëta. Il fenomeno è ampiamente diffuso in tutti i dialetti italiani mediani e meridionali intermedi.

### Tripartizione dei dimostrativi e degli avverbi di luogo
Nei dialetti aso-truentini il pronome dimostrativo è diversificato dall'aggettivo, al contrario dell'italiano. Avviene inoltre una tripartizione del dimostrativo, sia per quanto riguarda l'aggettivo che il pronome.
I pronomi dimostrativi sono quìštë che vuol dire "questo", quìssë che vuol dire "codesto" e quìllë che vuol dire "quello". 
Gli aggettivi dimostrativi sono  'štu che significa "questo,  'ssu che significa "codesto" e  'llu che significa "quello" e derivano dalla caduta della prima sillaba delle forme latine istu(m), ipsu(m) e illu(m).
Ad esempio mentre in italiano viene usata la stessa parola per dire "lo vedi questo?" e "lo vedi questo libro?" nei dialetti marchigiani meridionali si utilizzano le due forme diverse, per cui le due frasi si traducono lu vìdë quìštë? e lu vìdë 'štu lìbbrë?.
Come per i dimostrativi, anche per gli avverbi di luogo avviene una tripartizione. Per cui con ècchë o con quà ci si riferisce a "qui, in questo luogo", con èssë o con  'ssà ci si riferisce a in codesto luogo e con llà ci si riferisce a "lì, in quel luogo".
Allo stesso modo avviene una tripartizione dell'avverbio "così", che si traduce cuscì, cuscìnda o accussamòndra nel caso di "così, in questo modo", accusciamòndra nel caso di "in codesto modo, in questo stesso modo" e accullamòndra nel caso di "in quel modo".

### I tempi verbali
Nei dialetti marchigiani meridionali esistono generalmente i modi indicativo, congiuntivo, imperativo, gerundio, participio e infinito, e in alcuni casi anche il condizionale. I tempi dell'indicativo sono: presente, passato prossimo, imperfetto, trapassato prossimo e passato remoto. I tempi del congiuntivo sono presente e passato e così quelli dei modi indefiniti gerundio, participio e infinito. L'imperativo ha solo la forma presente. Non esiste il tempo futuro, che viene espresso il più delle volte con il presente e con gli avverbi di tempo. Le funzioni del condizionale sono assorbite dal congiuntivo come in latino, anche se esistono alcune forme condizionali di alcuni verbi come ië sariè o ië sarì per "io sarei". L'unico verbo ausiliare è il verbo èssë, ovvero "essere", sia per i transitivi che per gli intransitivi.
Come esempio viene coniugata la prima persona del verbo magnà che significa "mangiare": indicativo presente ië magnë, indicativo passato prossimo ië sò magnatë, indicativo imperfetto ië magniè, indicativo trapassato prossimo ië era magnatë, indicativo passato remoto ië magnéttë, congiuntivo presente ië magnéssë, congiuntivo passato ië fùscë magnatë, imperativo magna!, gerundio magnènnë, participio magnatë, infinito magnà.
Alcuni verbi presentano all'imperativo la terminazione -nnë, come ad esempio in vannë 'nnànzë! per "vai avanti" o fannë lu bbravë! per "fai il bravo" o viénnë ècchë! per "vieni qui".

### Azioni durative
Comuni sono alcune costruzioni verbali tipiche dei dialetti meridionali e dei dialetti abruzzesi. Frequenti sono le costruzioni con il gerundio. I verbi ì e štà, che significano rispettivamente "andare" e "stare", combinati con il gerundio esprimono un'azione durativa, che cioè dura e continua nel tempo, come ad esempio nelle frasi va chërrènnë pë li cambë, che si traduce "sta correndo per i campi", chë và chëmmënnènnë? che significa "cosa stai combinando?", štènghë faciènnë lu pà che si traduce "sto preparando il pane", e così via. Altra costruzione è data da vënì, che significa "venire", sempre insieme al gerundio, ed esprime un'azione che inizia e dura nel tempo, e si traduce con "comincia a", come ad esempio nella frase viènnë mëttènnë 'ssa léna su lu fuóchë, che si traduce "comincia a mettere questa legna sul fuoco".

## Lessico
Anche per il lessico l'insieme dei dialetti marchigiani meridionali è abbastanza compatto, presentando un vocabolario con elementi in comune sia con i dialetti marchigiani centrali (frëchì che significa "bambino", capà che significa "scegliere", ràchënë che significa "ramarro", arëvùccë che significa "pioppo"), che con i dialetti abruzzesi (bardàscë per "ragazzo", appëccià per "accendere", allëndà per "smettere", ciurlijà per "cinguettare"). Accanto al lessico di derivazione latina, e dunque predominante, nel corso della storia la popolazione aso-truentini ha accolto e assorbito nel proprio linguaggio alcuni termini specifici dalle varie culture con cui è entrato in contatto, introducendo prestiti linguistici dal greco, dalle lingue germaniche, dal francese, dalle lingue ibero-romanze, dall'arabo, dal veneto. Sono anche numerose e crescono sempre di più le parole della lingua italiana riadattate dal dialetto e integrate nel linguaggio, che magari vanno a sostituire termini dialettali arcaici e in disuso.
A differenziare il gruppo orientale da quello occidentale sono una serie di termini tecnici, facenti ad esempio parte del gergo marinaresco diffuso esclusivamente nei comuni costieri (ad esempio i termini sambenedettesi scijò per "tromba marina",  'mmënétë per "arenato", bottamaré per "medusa", alòrzë per "velocemente e in modo inclinato" usato per esprimere il moto delle navi), oltre ad alcune parole caratteristiche che sono divergenti tra i due gruppi dialettali (l'ascolano furia per "molto" contrapposto al sambenedettese prassà, l'ascolano nëccó contrapposro al sambenedettese mëccò per "un po'", żavuóttë contrapposto a bardascë per "ragazzo", la coniugazione del verbo essere, per cui "tu sei" nelle varietà occidentali suona tu jè e in quelle orientali tu scì, eccetera).

## Diffusione dei dialetti marchigiani meridionali
Con l'ampia diffusione della lingua italiana anche nelle zone periferiche e rurali dell'Italia, le lingue e i dialetti locali hanno subito un forte ridimensionamento e una brusca frenata. Anche nella province di Ascoli Piceno e nelle altre zone dove si parlano i dialetti marchigiani meridionali la lingua italiana si è imposta ed è stata adottata da larghe porzioni della popolazione, comportando un ridimensionamento del dialetto locale, soprattutto nelle zone urbane.
I dati ISTAT del 2006 mostrano come nella regione Marche in media il 38% della popolazione si esprima solo in Italiano o prevalentemente in italiano per parlare in famiglia, mentre il 14% utilizzi solo o prevalentemente il dialetto e il 42% sia il dialetto che l'italiano. Tali dati sono da ritenere forse più alti, essendo parlata in provincia di Ascoli Piceno una variante dei dialetti abruzzesi, ed essendo per l'appunto in Abruzzo più parlato il dialetto (il 20% delle persone si esprime solo o prevalentemente in dialetto).
Questi dati mostrano come a un progressivo declino dei dialetti locali sia affiancato un cospicuo aumento di coloro che nel parlare mischiano elementi di italiano con elementi dialettali, dando vita a quello che è definito Italiano regionale.

## Diverse tipologie sociali del dialetto
Mentre da una parte si assiste a una divisione e differenziazione geografica dei dialetti marchigiani meridionali, da un altro punto di vista si possono individuare diverse tipologie di dialetto in base alle differenze sociali che ci sono tra la popolazione. Infatti esistono delle differenze più o meno marcate tra il dialetto usato da chi abita in zone urbane e industriali rispetto a chi abita in campagna o proviene da una cultura contadina o di pescatori, o tra chi possiede titoli di studio rispetto a chi non li ha, o tra chi è di età avanzata rispetto a chi è più giovane. Le differenze si realizzano concretamente nell'utilizzo più o meno stretto di termini e costruzioni grammaticali tipiche dei dialetti aso-truentini o al contrario dell'italiano. La situazione può essere così schematizzata:
- Dialetto arcaico, parlato dai locutori più anziani, prossimo all'estinzione se non già estinto, con caratteristiche e termini che non fanno più parte del dialetto (frangimenti vocalici, linguaggio arcaico, espressioni cadute in disuso);
- Dialetto proprio, detto anche stretto, il vero e proprio dialetto, alla fase attuale della sua evoluzione, ricco di termini tecnici e tipici, le cui caratteristiche sono state trattate in questa voce, che si può differenziare in dialetto contadino e dei pescatori e in dialetto cittadino;
- Dialetto influenzato dall'Italiano, una variante dialettale che ha assorbito dall'italiano molte parole, con cui ha rimpiazzato quelle del dialetto proprio da cui si discostavano troppo (oggë al posto di uòja per "oggi", autunnë al posto di frajèmë per "autunno", cuscì piuttosto che cuscìnda o cullamòndra o accùssamondra per "così, in quel modo", franà al posto di lamà per "franare");
- Italiano regionale, variante dell'italiano con molti elementi lessicali, grammaticali e fonetici ripresi dal dialetto (come la sonorizzazione delle consonanti post-nasali per cui cambo per "campo", findo per "finto", o come il mantenimento di costrutti come l'accusativo preposizionale, per cui chiamà a Marco piuttosto che "chiamare Marco", utilizzo di parole e termini dialettali come furia per "molto", nëccó per "un po'", mó per "adesso", partëtë per "tuo padre").

## Le influenze fermane nel vocalismo dei dialetti nord-orientali
All'interno dei dialetti orientali si può delimitare una zona dove il tipico vocalismo aso-truentino non segue più una logica di tipo alto-meridionale. Infatti il sistema delle vocali finali è apparentemente caotico, e a parole che seguono le regole fonetiche meridionali della caduta delle vocali atone finali, si alternano altre parole che invece mantengono le finali, seguendo una logica mediana. I dialetti interessati sono quelli del gruppo nord-orientale, come il montaltese, il cossignanese, il ripano, il carassanese, il montefiorano, il massignanese e sulla costa il cuprense e il grottammarese. Questi centri, più di altri, sono stati intensamente influenzati dal dialetto di Fermo, che per lunghi secoli ha controllato queste zone. Gli abitanti di queste zone, probabilmente sentendo i dominatori fermani scandire bene le vocali finali, hanno risentito di questa caratteristica mediana, e hanno mutato da questo punto di vista il vocalismo delle loro parlate, dando vita ad un sistema fonetico e morfologico molto complesso. Verranno spiegate le caratteristiche che sono nate da questa intrusione di elementi mediani nei dialetti in questione.

### Doppio inventario vocalico

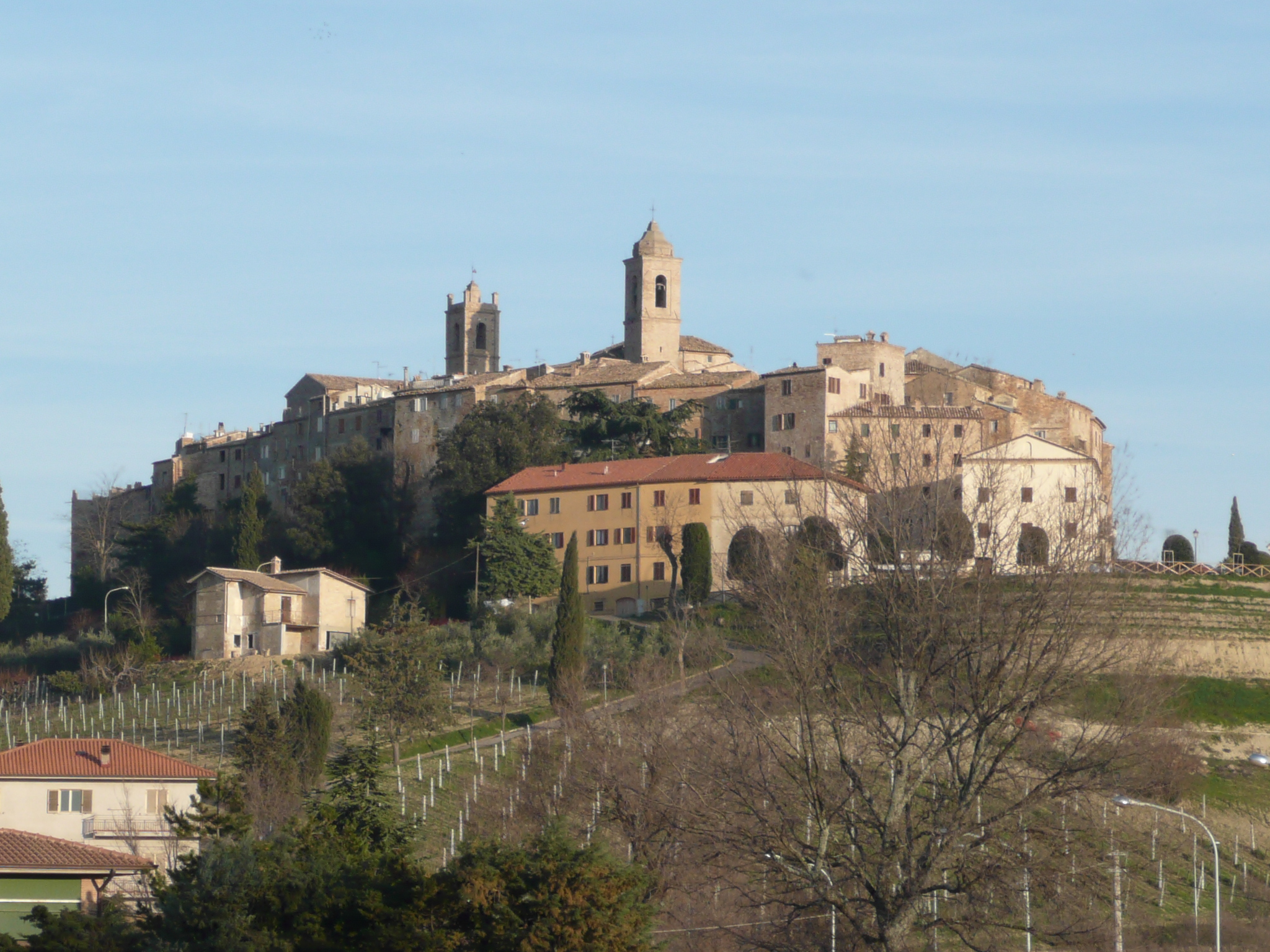
Vista del paese di Cossignano (Cùsëgnà in dialetto)

Proprio dal contatto con il vocalismo fermano, nei dialetti dell'area in questione, è nato, affiancato all'inventario vocalico aso-truentino "debole" (in cui le finali atone si indeboliscono), un inventario di derivazione fermana "forte", in cui le vocali finale sono distinte. Viene preso come esempio il dialetto cossignanese per meglio comprendere questa caratteristica. Il vocalismo tradizionale cossignanese è uguale a quello ascolano, pur appartenendo al gruppo dei dialetti orientali. Infatti le vocali finali si riducono tutte ad ë, ad eccezione della a. L'inventario debole cossignanese è riassunto nella tabella.
| italiano | Cossignanese |
| -------- | ------------ |
| "gatto"  | gattë        |
| "gatta"  | gatta        |
| "gatti"  | gattë        |
| "gatte"  | gattë        |

Però i nomi che si differenziano nel genere, come gli aggettivi e i pronomi personali, presentano un inventario forte di derivazione fermana, in cui il maschile è evidenziato dalla desinenza singolare -u e da quella plurale -i, mentre il femminile dalle desinenze -a ed -ë, come nella tabella.
| italiano | Cossignanese |
| -------- | ------------ |
| "egli"   | ìssu         |
| "ella"   | éssa         |
| "essi"   | ìssi         |
| "esse"   | éssë         |

Sono diversi i casi in cui l'inventario forte è usato.

#### Concordanza sostantivo-aggettivo
Nell'accostamento del sostantivo ad un aggettivo, l'aggettivo assume la terminazione forte in base al genere del sostantivo a cui si riferisce. Per cui, sempre in cossignanese:
| italiano         | Cossignanese    |
| ---------------- | --------------- |
| "il gatto buono" | lu gattë bbuonu |
| "la gatta buona" | la gatta bbòna  |
| "i gatti buoni"  | li gattë bbuoni |
| "le gatte buone" | li gattë bbònë  |

#### Concordanza soggetto-verbo o declinazione verbale
Caratteristica quasi unica nelle lingue indoeuropee e romanze è che nei dialetti dell'area a doppio inventario vocalico il verbo oltre a esprimere tempo e numero, indica anche il genere, maschile o femminile, concordandosi con il soggetto. Tale concordanza avviene in tutti i tempi verbali, ed anche nei tempi composti, variando la terminazione del participio. Sempre in cossignanese prendiamo come esempio la coniugazione del verbo magnà, che significa "mangiare", nei tempi presente, passato prossimo e imperfetto.

##### Presente
| italiana             | Maschile   | Femminile  |
| -------------------- | ---------- | ---------- |
| "io mangio"          | ìu magnu   | ìa magna   |
| "tu mangi"           | tu magnu   | tu magna   |
| "egli/essa mangia"   | issu magnu | éssa magna |
| "noi mangiamo"       | nù magnémi | nù magnémë |
| "voi mangiate"       | vù magnéti | vù magnétë |
| "essi/esse mangiano" | issi magni | éssë magnë |

##### Passato prossimo
| italiana                   | Maschile         | Femminile        |
| -------------------------- | ---------------- | ---------------- |
| "io ho mangiato"           | ìu sò magnatu    | ìa sò magnata    |
| "tu hai mangiato"          | tu si magnatu    | tu si magnata    |
| "egli/essa ha mangiato"    | issu è magnatu   | éssa è magnata   |
| "noi abbiamo mangiato"     | nù sémi magnati  | nù sémë magnatë  |
| "voi avete mangiato"       | vù séti magnati  | vù sétë magnatë  |
| "essi/esse hanno mangiato" | issi ghè magnati | éssë ghè magnatë |

##### Imperfetto
| italiana               | Maschile      | Femminile     |
| ---------------------- | ------------- | ------------- |
| "io mangiavo"          | ìu magniévu   | ìa magniéva   |
| "tu mangiavi"          | tu magnìvu    | tu magnìva    |
| "egli/essa mangiava"   | issu magniévu | éssa magniéva |
| "noi mangiavamo"       | nù magnavami  | nù magnavamë  |
| "voi mangiavate"       | vù magnavati  | vù magnavatë  |
| "essi/esse mangiavano" | issi magniévi | éssë magniévë |

#### Concordanza soggetto-verbo-oggetto
Nisciun(u)'atru paésë in tutt(u)'u mùnnu

Së pò vandà dë putèssë chiamà

Ch(ë)'un nomë tandë semblicë ma piénu

Dë 'na bèlla e 'na dóppia verità.
Non tandë su quìlli chë c'è rëmasti,

Ma su tùtti quìll(i)'atri jìti fòrë

C'è 'na gran vòglia dë rëvëdé 'sti pòsti

Chë j'ha lasciàtë un sìgnu lòch(ë)'u còrë.
Più tìmbu passa e più non cë së sta,

Sta voglia 'i turmènda fin'a quànnë

O vivi o mùrti së rëvè a Carassà.
Bìllu 'stu nomë, chë sta a dimustrannë

Tùtta quanda 'a suddétta verità,

Perché Carassà vor dì Caru Prassà.
In rosso sono evidenziate le vocali finali appartenenti all'inventario "debole"/abruzzese, in blu le vocali finali appartenenti all'inventario "forte"/fermano e in viola le vocali finali che appartengono ad entrambi gli inventari. Infatti il carassanese ha fuso i due inventari, e anche i sostantivi oltre agli aggettivi hanno assunto le terminazioni fermane (tìmbu, mùrti, eccetera), in questo modo parole come nomë o voglia possono appartenere a entrambi gli inventari, accettando entrambe le terminazioni -ë ed -a.
Quando nella frase oltre al soggetto e al verbo è presente anche un oggetto, solo quando soggetto e oggetto sono del medesimo numero e genere sono utilizzate le desinenze forti dei verbi, a parte quando il soggetto è maschile plurale, allora in tal caso il verbo, anche se l'oggetto non è concordato, assume la desinenza forte. Ad esempio "io (maschile) mangio il pane" si traduce in cossignanese ìu magnu lu pà, essendo sia ìu che pà nomi maschili, mentre "io (femminile) mangio il pane" si traduce ìa magnë lu pà, con desinenza verbale debole, essendo il soggetto ìa femminile e l'oggetto lu pà maschile. Al contrario si può dire li frëchì magni la pëlènda per "i bambini mangiano la polenta", essendo il soggetto maschile plurale, e facendo dunque eccezione.

#### I dialetti di Carassai, Montefiore e Force
Nei dialetti di Carassai, Montefiore e Force l'influenza fermana è stata e continua ad essere molto forte, tanto che l'inventario debole abruzzese e quello forte marchigiano si sono fusi dando vita ad un unico inventario misto. Infatti oltre ad aggettivi e pronomi personali, anche molti sostantivi assumono desinenze forti (tìmbu per "tempo", pùrci per "maiali, pèrsica per "pesca"), altri sostantivi, insieme ad avverbi e forme verbali, mantengono invece la forma debole (Asë per il fiume Aso, quànnë per "quando", currènnë per "correndo"). Questa situazione di interferenza e transizione può essere ben vista nella poesia in carassanese "A Carassà, nome verità" di Pino Ciocca, di fianco riportata.
In queste varietà la "metafonesi" è oggi estremamente recessiva, a differenza dei territori posti sia a sud che a nord. Dall'altra parte questi dialetti non presentano alcuno scadimento delle atone finali ma si limitano, come nella vicina Petritoli, a terminare le prime persone dei verbi in -e. Ad es.Vede lu maro per "(Io) vedo il mare", come per alcuni avverbi (ecche per "qui").

#### I dialetti di Cupra Marittima e Grottammare
Particolari sono le attuali tendenze che vanno assumendo i dialetti dei due centri limitrofi di Grottammare e Cupra Marittima: mentre il primo è influenzato dal sottostante sambenedettese, e quindi presenta la caduta quasi integrale delle vocali finali, il secondo invece tende sempre più a mantenerle salde, specialmente nella parlata delle generazioni più giovani, per cui potrebbe anch'esso essere considerato un dialetto ibrido alquanto "fermanizzato". Pertanto, il dialetto di Cupra potrebbe già essere considerato di transizione; in realtà, lungo la linea costiera, è difficile stabilire una linea esatta di confine tra dialetti meridionali e mediani: certo è che al nord della foce del fiume Aso non vi sono più influenze ascolane-abruzzesi, mentre a Cupra la parlata è certamente più simile al sambenedettese che al fermano, nonostante che l'antica Marano insieme a Grottammare fino al 1861 facessero parte della pontificia delegazione di Fermo. A nord di Cupra, gli abitanti delle poche case di Marina di Massignano parlano come nel comune capoluogo, quindi un dialetto ancora ascrivibile all'abruzzese, ma varcando il confine provinciale ed entrando a Ponte Nina l'influenza abruzzese è molto più debole, così come a Pedaso paese, fino a scomparire del tutto una volta attraversato il fiume Aso.